# Chlorospatha lehmannii
Chlorospatha lehmannii är en kallaväxtart som först beskrevs av Adolf Engler, och fick sitt nu gällande namn av Michael T. Madison. Chlorospatha lehmannii ingår i släktet Chlorospatha och familjen kallaväxter. Inga underarter finns listade.